# نمودار در-مسیر
نمودار در-مسیر گونه‌ای نمودار هوانوردی است که به خلبان برای پرواز تحت قوانین پرواز ابزاری کمک می‌کند.

نمودار بلندای کم اداره هوانوردی فدرال برای ناحیه سیاتل، واشینگتن

## جزئیات
نمودار در-مسیر اطلاعات جزئی سودمندی را برای پرواز ابزاری ارائه می‌دهد که شامل اطلاعات کمک‌های ناوبری رادیویی مانند محدوده همه سویه فرکانس بسیار بالا و بیکون غیرجهت‌دار، مکان ثابتهای ناوبری (نقطه‌مسیر و تقاطع‌ها)، مسیرهای هوایی استاندارد، محل فرودگاهها، کمینه بلندای پرواز و مانند آن‌ها می‌شود. اطلاعات مرتبط غیرمستقیم با ناوبری ابزاری مانند مرزنما و عوارض زمینی در نمودارهای در-مسیر نشان داده نمی‌شوند.

## دسته‌بندی
نمودارهای در-مسیر به دو دسته بالا و پایین تقسیم می‌شوند. در هر دسته، به ترتیب، اطلاعات مسیرهای هوایی و کمک‌های ناوبری رادیویی برای بلندای زیاد و کم آورده شده‌اند. جدایی بین بلندای کم و زیاد، معمولاً به صورت بلندایی تعریف می‌شود که تغییر در بلندای سطح پرواز را مشخص می‌کند. در ایالات متحده آمریکا بر پایه یک پیمان، این بلندا ۱۸،۰۰۰ پا از سطح آب‌های آزاد است.